# 八戸学院大学・八戸学院短期大学総合研究所
八戸学院大学・八戸学院短期大学総合研究所（はちのへだいがく・はちのへたんきだいがくそうごうけんきゅうじょ、英称:Hachinohe Gakuin University･Hachinohe Gakuin junior college Research Institute）は、八戸学院大学と八戸学院大学短期大学部の附置研究所で八戸市を中心に地域活性化・地域づくりの研究と提言を行っている。略称は八大総研、HURI。

## 概要
1998年、八戸大学の付属機関であった産業文化研究所と、設置母体である学校法人光星学院の情報処理研究部門であった光星学院情報処理センターが合併し、八戸大学総合研究所が設立、2005年、八戸短期大学も加えた附属研究機関となった。
八戸市中心街の八戸商工会館ビル6階に「市内オフィス」を設置、研究所の拠点施設となっている（それまでは、キャンパス内にあるコンピュータセンターが同研究所の拠点であった）。
八戸学院大学と八戸学院短期大学の教員は、同研究所の研究員を兼ねることとなっている。

## 沿革
- 1981年 - 八戸大学開学。経済文化研究所設置
- 1982年 - 産業文化研究所と名称変更
- 1987年 - 光星学院情報処理センター設置
- 1998年 - 八戸大学産業文化研究所と光星学院情報処理センターが合併。八戸大学総合研究所発足
- 2000年 - 八戸市中心街にある八戸商工会館内に市内オフィスを開設
- 2005年 - 八戸大学・八戸短期大学総合研究所となる
- 2014年 - 八戸学院大学・八戸学院短期大学総合研究所を八戸学院大学・八戸学院短期大学地域連携研究センターに名称変更
- 2017年 - 八戸学院大学・八戸学院短期大学地域連携研究センターを八戸学院地域連携研究センターに名称変更

## 研究
- 研究所では、八戸学院大学と八戸学院短期大学の教員が、それぞれの専門分野から地域活性化や地域づくりの研究を行っている。
- 地方自治体や八戸地域の公益団体・民間企業からの委託事業が多数行われている。最近では、外部力を活用した新郷村の地域力再生・創出事業の委託を受け、婚活ツアーをはじめとしたイベントの実施や住民の健康度調査、新郷村の絵本づくりなどを行っている。

## 構成

### 研究部門
- 地域研究部門 - 八戸地域の地域ブランド開発や地域活性化、政策提言など具体案の研究と提示
- ＩＴ・情報部門 - 情報教育の手法の研究と情報を活用した地域づくりなど具体案の研究と提示

### 研究施設
- 市内オフィス - 八戸商工会館ビル6階に設置されている。教員と職員が常駐。産学官民連携の拠点施設として活用されている。30人収容の教室があり、土曜講座（リカレント講座）が毎週土曜に行われている。
- コンピュータセンター - 大学キャンパス内にあり、実習室とサーバー室、研究室が設置されている。ＳＥが常駐している。

地域研究部門は主に市内オフィスで、ＩＴ・情報部門は、大学キャンパス内のコンピュータセンターで業務を行っている。

## スタッフ

### 所長・教授
- 大谷真樹（八戸学院大学学長)

### 研究員
八戸学院大学と八戸学院短期大学の教員は、同研究所の研究員を兼ねることとなっている。大学･短大の幹部教員が運営委員となっている。

### 特別研究員・客員研究員
特別研究員
- 小澤隆生（楽天株式会社顧問　元楽天球団取締役事業本部長）
- 藤川優里（八戸市議会議員）起業家養成講座担当

客員研究員
- 平石郁生　アントレプレナーシップの専門家（株式会社ドリームビジョン代表取締役）
- 井上英昭　モバイルマーケティングの専門家（ビートレンド株式会社代表取締役）
- 佐藤大介　観光再生、地域活性化の専門家（古牧温泉青森屋総支配人）
- 祐川京子　ビジネスコミュニケーションの専門家（元 第一生命保険株式会社、ベストセラー作家・著述業）
- 藤代典子　ホスピタリティー、観光再生の専門家（株式会社ノースビレッジウエルネス代表取締役、外資ホテルマーケティング責任者）
- 繁田奈歩　アジア消費者マーケティングの専門家（インフォブリッジホールディング代表、2009年日経ウーマンオブサイヤー受賞）
- 松本真尚　ベンチャービジネスの専門家（ヤフー株式会社 ヴァイスプレジデント）
- 廣澤康正　コピーライター・クリエイティブディレクター（株式会社ポアント 代表）
- 高梨治人　アートディレクター（株式会社ライトパブリシティ 執行役員）
- 勝屋久　プロフェッショナルコネクター（勝屋久事務所）
- 菊地祐緒美　ホスピタリティコンサルタント（オフィスきくち）
- 箭内武　経営改善の専門家（株式会社ＹＡＮＡＩ総合研究所代表取締役）
- 堤静子　ＮＰＯ活動・市場調査の専門家（有限会社オフィスエスティ代表取締役、八戸大学OG）
- 田原美晴　電話応対・ビジネスマナーの専門家（offre M’s）
- 青池俊司　農産物等生産履歴システム開発の専門家（株式会社ジーアイテック代表取締役、八戸大学OB）
- 門脇輝明　税理士・ファイナンシャルプランナー（株式会社ＩＢＣ岩手放送総務局経理部勤務、八戸大学OB）
- 石原慎士　地域ブランドの専門家（石巻専修大学経営学部准教授、元 八戸大学ビジネス学部教員）
- 前山総一郎　ローカルガバナンスの専門家（福山市立大学都市経営学部教授、元八戸大学ビジネス学部教員）
- 石川彪　社会福祉学（高齢者福祉）の専門家（元八戸大学人間健康学部教授）

### 歴代所長
- 工藤欣一（八戸商工会議所副会頭、八戸歴史研究会会長などを歴任）
- 小渡康朗（元マーケティングセンター常務、日本マーケティング・リサーチ協会顧問）
- 蛇口浩敬（八戸大学前学長、八戸短期大学学長　元東京銀行取締役)

## 刊行物
- 『産業文化研究』

## 所在地
- 青森県八戸市堀端町2-3　八戸商工会館ビル6階